# Альту-Пата
Альту-Пата (айм. Altu pata) — місто в західній частині Болівії, у департаменті Чукіяпу.

## Історія і економіка
Невелике поселення на місці нинішнього міста з'явилося в 1903 році, після прокладки залізничних ліній з Ла-Паса до озера Тітікака і до чилійського міста Аріка на узбережжі Тихого океану. У 1905 році від цього поселення залізничних службовців і зосередження майстерень Альту-Пата була прокладена і залізнична лінія до Ла-Паса. У 1925 році в Альту-Пата  був побудований аеродром і військово-повітряна база утворених до цього часу ВПС Болівії. У 1939 році поселення стає досить великим, і тут відкривається перша школа.
Найінтенсивніше Альту-Пата  починає розвиватися і рости в 1950-ті роки. У 1952 році його, разом з авіабазою, захоплюють повсталі гірники. У 1957 році в Альту-Пата організовується рух місцевих мешканців по адміністративному відокремлення від Ла-Паса. У 1970 році він отримує часткове самоврядування  Sub Alcaldía , а в 1976 році тут відкривається перша поліклініка. У 1985 році Альту-Пата остаточно в адміністративному порядку відділяється від Ла-Паса і отримує статус міста («sección municipal»).
Так як Альту-Пата  ще досить молодий, у нього відсутній старовинний міський центр. Він являє собою перетин перпендикулярних один до одного довгих прямих вулиць, головні з яких є продовженням стратегічних регіональних магістралей, вздовж яких розташовані численні промислові підприємства. Центральна частина міста являє собою великий центр торгівлі; міжнародний аеропорт, який знаходився раніше на околиці Альту-Пата, нині оточений з усіх боків житловими кварталами. Околиці міста являють собою бідні нетрі, населені вихідцями з сільської місцевості, які переселилися у місто в пошуках кращої долі.

## Географія
Місто Альту-Пата (від іспанського El Alto — висота) прилягає з заходу до Ла-Пасу, частиною якого і було до 1985 року. З населенням в 992 716 чоловік (в 2010 році) Альту-Пата займає друге місце за кількістю жителів в Болівії — після Санта-Крус-де-ла-Сьєрра (нас. — 1 685 884 чол.), і перед такими містами, як Ла-Пас (896 802 чол.) і Кочабамба (624 850 чол.). У регіоні навколо Альту-Пата розташовані численні промислові підприємства; тут також знаходиться один з найбільших високорозташованих міжнародних аеропортів світу. Площа міста складає 1042 км ². Альту-Пата лежить на висоті 3850 метрів над рівнем моря, на посушливій гірській рівнині.
З 2002 року місто адміністративно розділене на 8 міських і 1 сільський район.

## Клімат
Місто розташоване в зоні гірського, помірного клімату, з сильними прохолодними вітрами. Середньорічна температура становить 9,3 °С, при среднезімніх температурі в −4,7 °С і середньорічній — в 17 °С. Щорічна кількість опадів, що випадають — в середньому 600 mm. Іноді випадає сніг — в середньому 7 днів на рік. Осінь прохолодна і дощова. Взимку — холодно і сухо, іноді сніг. Весна холодна, з дощами, рідкісним снігом. Літо — дощове і прохолодне, температура рідко піднімається вище + 20 °С. Навіть влітку ночами бувають заморозки.

## Населення
Альту-Пата відноситься до числа найшвидкозростаючих міст у світі. У 1992 році тут проживало 424 528 осіб, у 2001–647 350 осіб, у 2010 — вже 992 716 чоловік. У 2011 році число мешканців Альту-Пата  перевищила 1 мільйон. Дані на 2012 рік повідомляють про населення 1079698 мешканців. 50% з яких у віці 19 років і молодше, і лише 18% — старше 39 років. 74% населення належать до народу аймара, 6% — до народу кечуа. У той же час Альту Пата відноситься до найбідніших міст Америки. 70% його мешканців мають доходи, що лежать за межею бідності. 88% — неписьменні або малоосвічені. У населених біднотою кварталах часто відчувається брак питної води через малі потужності міського водопроводу, відбуваються також перебої з постачанням електроенергії.